# Вече
Вече је део дана између дана и ноћи или између заласка Сунца и времена за спавање. Не постоји прецизна дефиниција у смислу временског периода, али се сматра да почиње око 18 часова и траје до ноћи, односно времена за спавање. За то време често се одржавају друштвене и породичне активности, као што су вечера или више формалних друштвених скупова, као што су друшвене и плесне забаве. Реч вече потиче од прасловенске речи vȅčerъ.